# Nicolás Olivera
Andrés Nicolás Olivera Olivera (Montevideo, 1978. május 30. –) uruguayi válogatott labdarúgó.

## Pályafutása

### Klubcsapatban
Montevideóban született. 1996-ban a Defensor Sportingban kezdte a pályafutását, ahol egy évet töltött. 1998-ban Spanyolországba szerződött a Valencia csapatához, de mindössze két mérkőzésen kapott lehetőséget. 1998 és 2002 között a Sevilla játékosa volt. A 2002–03-as szezonban a Real Valladolid, a 2003–04-es idényben a Córdoba labdarúgója volt. 2004-ben hazatért a Defensor Sportinghoz, majd az Albacete igazolta le 2005-ben, de ott sem töltött el sok időt és visszatért a Defensorhoz. 2006 és 2011 között Mexikóban játszott. Megfordult többek között a Necaxa, az Atlas, a Puebla, a Veracruz és a Club América csapatában. 2011 és 2016 között ismét a Defensor Sporting játékosa volt. 

### A válogatottban
1997 és 2006 között 28 mérkőzésen szerepelt az uruguayi válogatottban és 8 gólt szerzett. Részt vett az 1997-es konföderációs kupán és a 2002-es világbajnokságon,de nem lépett pályára egyetlen mérkőzésen sem.

## Sikerei, díjai
Defensor Sporting
- Uruguayi bajnok (2): 2012 Clausura, 2013 Clausura